# العلاقات المكسيكية البنينية
العلاقات المكسيكية البنينية هي العلاقات الثنائية التي تجمع بين المكسيك وبنين.

## مقارنة بين البلدين
هذه مقارنة عامة ومرجعية للدولتين:
| وجه المقارنة                                              | المكسيك                                                                               | بنين            |
| --------------------------------------------------------- | ------------------------------------------------------------------------------------- | --------------- |
| المساحة (كم2)                                             | 1.97 مليون                                                                            | 114.76 ألف      |
| عدد السكان (نسمة)                                         | 130.53 مليون                                                                          | 11.18 مليون     |
| الكثافة السكانية (ن./كم²)                                 | 66.26                                                                                 | 97.42           |
| العاصمة                                                   | مدينة مكسيكو                                                                          | بورتو نوفو      |
| اللغة الرسمية                                             | اللغة الإسبانية                                                                       | لغة فرنسية      |
| العملة                                                    | بيزو مكسيكي                                                                           | فرنك غرب أفريقي |
| الناتج المحلي الإجمالي (بليون دولار)                      | 1.15 تريليون                                                                          | 9.27 مليار      |
| الناتج المحلي الإجمالي (تعادل القوة الشرائية) بليون دولار | 2.16 تريليون                                                                          | 22.38 مليار     |
| الناتج المحلي الإجمالي الاسمي للفرد دولار أمريكي          | 9.01 ألف                                                                              | 762             |
| الناتج المحلي الإجمالي للفرد دولار أمريكي                 | 17.32 ألف                                                                             | 2.03 ألف        |
| مؤشر التنمية البشرية                                      | 0.756                                                                                 | 0.480           |
| رمز المكالمات الدولي                                      | +52                                                                                   | +229            |
| رمز الإنترنت                                              | .mx                                                                                   | .bj             |
| المنطقة الزمنية                                           | منطقة زمنية وسطى، المنطقة الزمنية الجبلية، زمن منطقة المحيط الهادئ، منطقة زمنية شرقية | ت ع م+01:00     |

## منظمات دولية مشتركة
يشترك البلدان في عضوية مجموعة من المنظمات الدولية، منها:
| علم المنظمة | اسم المنظمة                        | تاريخ انضمام المكسيك | تاريخ انضمام بنين |
| ----------- | ---------------------------------- | -------------------- | ----------------- |
|             | وكالة ضمان الاستثمار متعدد الأطراف | 1 يوليو 2009         | 26 سبتمبر 1994    |
|             | منظمة الشرطة الجنائية الدولية      | ?                    | ?                 |
|             | منظمة حظر الأسلحة الكيميائية       | ?                    | ?                 |
|             | منظمة التجارة العالمية             | 1995                 | ?                 |
|             | البنك الدولي للإنشاء والتعمير      | 31 ديسمبر 1945       | 10 يوليو 1963     |
|             | الأمم المتحدة                      | 7 نوفمبر 1945        | 20 سبتمبر 1960    |
|             | مؤسسة التمويل الدولية              | 20 يوليو 1956        | 5 فبراير 1987     |
|             | يونسكو                             | 4 نوفمبر 1946        | 18 أكتوبر 1960    |
|             | مؤسسة التنمية الدولية              | 24 أبريل 1961        | 16 سبتمبر 1963    |
|             | الاتحاد البريدي العالمي            | ?                    | ?                 |
|             | الاتحاد الدولي للاتصالات           | 1 يوليو 1908         | 1961              |

## وصلات خارجية
- موقع وزارة الخارجية المكسيكية
- موقع وزارة الخارجية البنينية